# Паулі-Арбареї
Паулі-Арбареї (італ. Pauli Arbarei, сард. Pauli Arbarei) — муніципалітет в Італії, у регіоні Сардинія, провінція Медіо-Кампідано.
Паулі-Арбареї розташоване на відстані близько 390 км на південний захід від Рима, 55 км на північ від Кальярі, 12 км на північ від Санлурі, 29 км на північний схід від Віллачідро.
Населення — 645 осіб (2014).
Щорічний фестиваль відбувається 22 січня. Покровитель — San Vincenzo.

## Демографія
Населення за роками:

Станом на 1 січня 2023 року в муніципалітеті офіційно проживало 14 іноземців з 6 країн, серед них 3 громадяни країн Євросоюзу та 2 громадяни України.

## Сусідні муніципалітети
- Лас-Плассас
- Лунаматрона
- Сідді
- Туїлі
- Туррі
- Уссараманна
- Вілламар